# 华山镇 (济南市)
华山镇是中国山东省济南市历城区下辖的一个镇。

## 行政区划
华山镇下辖洪家园村、卧西村、卧中村、卧东村、小洼村、菜园村、东杨家庄村、山头店村、程家庄村、桃园村、苌庄村、坝子村、朱家庄村、苏家村、朱家桥村、王家闸村、北辛村、刘姑店村、西李村、霍家流村、新开村、付家村、埝头村、孟家村、还乡店村、驴山村、东陈村、北陈村、郅家村、前王村、王保村、石门村、宋刘村、高家村、高墙王村、西杨村、盖家村、姬家村、齐家村、蒋家沟村、前张村、西河崖头村、东河崖头村、南街村、北街村、马家桥村。